# 靳德行
靳德行（1936年—1995年6月），河南许昌县人，中国历史学家和教育家，享受政府特殊津贴，硕士研究生导师。

## 生平
1957年毕业于许昌师专（今许昌学院），1959年毕业于河南大学历史系，后留校任教，历任历史系讲师、副教授、教授、系副主任。1983年任河大党委副书记。1991年8月任河南大学校长，1995年6月在校长任内出访途中病世于新西伯利亚医院。

## 头衔
- 《史学月刊》主编
- 河南省社联副主席
- 新四军研究学会副会长
- 河南省教育史志编纂委员会编委
- 河南省历史学会常务理事